# Krulli kvartal

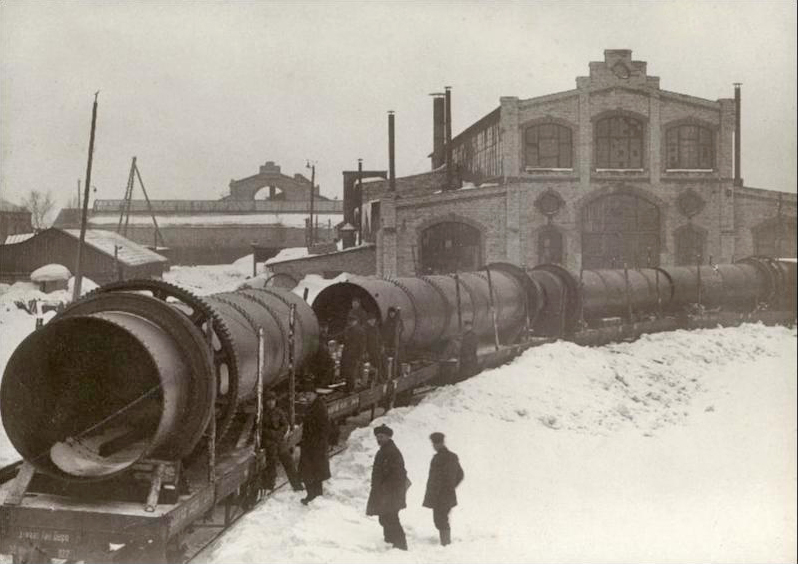
Het fabriekscomplex in 1910

Krulli kvartal, voorheen bekend als het Krull-fabriekscomplex, is een oud fabriekscomplex dat is heringericht als woonwijk in de Estse hoofdstad Tallinn. Het ontwerp van deze woonwijk is in handen van het Deense architectenbureau Cobe, in samenwerking met de Estse architect Andres Alver.
In 2025 werd in de oude fabriekshal de expositie Vapruse nägu. Azovstali alistumatud kaitsjad (vertaald: Het gezicht van moed. De onbuigzame verdedigers van Azovstal) vertoond. Hierbij werden foto’s en objecten getoond van de bezetting van de Azovstalfabriek tijdens de Slag om Marioepol in 2022. De expositie is een samenwerking tussen het Ests Oorlogsmuseum, het Museum van de Bezetting en het Nationaal Museum van de Oekraïense Geschiedenis in Kiev, en is gebaseerd op een eerdere expositie die in Kiev te zien was.

## Geschiedenis
Het bedrijf werd opgericht toen Franz Krull in maart 1865 reageerde op een advertentie in de krant waarin de smederij van Friedrich Ludwig Büll in Narva te koop werd aangeboden. Büll overleed zonder nageslacht en de gemeente besloot daarop zijn smederij te koop te zetten. Krull specialiseerde zich in de ontwikkeling van distilleermachines en verwierf hiermee al snel naamsbekendheid. In 1875 verkocht hij zijn smederij in Narva en kocht hij een fabriek in Tallinn aan de Paldiski Tänav (Paldiskimantee). Toen deze fabriek te klein werd, verhuisde hij naar een grotere fabriek in Kopli, de huidige locatie van het Krulli Kwartier.